# Gripsholms revir
Gripsholms revir var ett skogsförvaltningsområde som omfattade Öster- och Västerrekarne, Åkers, Selebo och Daga härader av Södermanlands län och var uppdelat i tre bevakningstrakter (Selebo, Ribbingelunds eller Åkers samt Råbyheds eller Rekarne). Inom reviret fanns 99 allmänna skogar om 22 810 hektar, varav dock blott tre kronoparker med en areal av 1 733 hektar.